# 세벨 유로밴
유로반 ( Eurovans )은 프랑스 PSA 푸조 시트로엥 및 이탈리아 피아트 그룹에 의해 공동 개발, 시트로엥, 푸조, 피아트, 란치아 의 각사에서 제조, 판매된 된 유럽용 MPV 의 총칭이다.유로밴이라는 명칭은 제조사 공식 명칭이 아니라 자동차 잡지 에 의한 통칭이다.
리뱃징으로 판매된 차들은 다음과 같다.
- 시트로엥 에바시옹, 이베이전, 시너지, 점피, 스페이스투어러, C8, 점피
- 오펠/복스홀 비바로/자피라 라이프
- 피아트 울리세, 스쿠도
- 란치아 제타
- 란치아 페드라
- 푸조 806, 807, 트래블러, 파트너
- 토요타 프로에이스

동급 경쟁모델로 현대 스타리아, 맥서스 V70, 르노 트래픽 등이 있다. 피아트 버전의 경우 2014년 트래픽 리뱃징의 탈렌토를 도입하여 잠시 계보가 끊겼으나 2021년 스텔란티스 출범으로 울리세, 스쿠도가 부활했다.